# Segunda Categoría de Cañar 2020
El Campeonato Provincial de Fútbol de Segunda Categoría de Cañar 2020 fue un torneo de fútbol en Ecuador en el cual compitieron equipos de la Provincia de Cañar. El torneo fue organizado por la Asociación de Fútbol Profesional del Cañar (AFCA) y avalado por la Federación Ecuatoriana de Fútbol. El torneo inició el 29 de agosto de 2020 y finalizó el 17 de octubre de 2020. Participaron 7 clubes de fútbol y entregó dos cupos al zonal de ascenso de la Segunda Categoría de Ecuador 2020 por el ascenso a la Serie B, además el campeón provincial clasificará a la primera fase de la Copa Ecuador 2021. Por efectos de la pandemia de coronavirus en Ecuador el número de equipos participantes se redujo al igual que las fechas de disputa del torneo se modificaron.

## Sistema de campeonato
El sistema determinado por la Asociación de Fútbol Profesional del Cañar fue el siguiente:
- Primera etapa: Los 7 equipos fueron divididos en dos grupos, uno de cuatro y otro de tres equipos, jugaron todos contra todos ida y vuelta (6 fechas), los dos primeros de cada grupo avanzaron a la siguiente etapa. Los partidos se jugaron en las ciudades de Azogues y La Troncal.

- Segunda etapa: Los 4 equipos clasificados de la etapa anterior se enfrentaron entre sí en play-offs eliminatorios para determinar los equipos que clasificaron a los dieciseisavos de final de la Segunda Categoría Nacional 2020. El orden de las semifinales fue: 1.° grupo A vs. 2.º grupo B y 1.° grupo B vs. 2.º grupo A. Los ganadores de las semifinales clasificaron también a la final para determinar al campeón y vicecampeón respectivamente.

## Equipos participantes
| Equipos participantes           | Equipos participantes | Equipos participantes                               |
| ------------------------------- | --------------------- | --------------------------------------------------- |
|                                 |                       |                                                     |
| Equipo                          | Ciudad                | Estadio                                             |
| Club Deportivo Canteros Aliados | La Troncal            | Estadio Municipal de La Troncal                     |
| Cañar Fútbol Club               | La Troncal            | Estadio Municipal de La Troncal                     |
| Club Independiente Azogues      | Azogues               | Estadio Jorge Andrade Cantos                        |
| Club Grupo Alcívar              | El Triunfo            | Estadio Municipal de La Troncal                     |
| Triunfo City Fútbol Club        | El Triunfo            | Estadio de la Liga Deportiva Cantonal de El Triunfo |
| Azogues Sporting Club           | Azogues               | Estadio Jorge Andrade Cantos                        |
| Club Deportivo D' León          | Cañar                 | Estadio Municipal 26 de Enero                       |

## Equipos por cantón
| Cantón                                                    | N.º | Equipos                                 |
| --------------------------------------------------------- | --- | --------------------------------------- |
| La Troncal                                                | 2   | - Canteros Aliados - Cañar F. C.        |
| [[Archivo:\|20x20px\|border\|Bandera de Azogues]] Azogues | 2   | - Independiente Azogues - Azogues S. C. |
| El Triunfo                                                | 2   | - Grupo Alcívar - Triunfo City          |
| Cañar                                                     | 1   | - D' León                               |

## Primera etapa

### Grupo A

#### Clasificación
| Pos. | Equipo           | Pts. | PJ | G | E | P | GF | GC | Dif. | Clasificación |
| ---- | ---------------- | ---- | -- | - | - | - | -- | -- | ---- | ------------- |
| 1    | Cañar F. C.      | 13   | 6  | 4 | 1 | 1 | 10 | 6  | +4   | Segunda fase  |
| 2    | Canteros Aliados | 10   | 6  | 3 | 1 | 2 | 7  | 6  | +1   | Segunda fase  |
| 3    | Triunfo City     | 8    | 6  | 2 | 2 | 2 | 11 | 11 | 0    |               |
| 4    | D' León          | 2    | 6  | 0 | 2 | 4 | 2  | 7  | −5   |               |

 Fuente: Aso Cañar
Criterios de clasificación: 1) Puntos; 2) Diferencia de goles; 3) Goles marcados

#### Evolución de la clasificación
| Equipo / Jornada | 01 | 02 | 03 | 04 | 05 | 06 |
| ---------------- | -- | -- | -- | -- | -- | -- |
| Cañar F. C.      | 1  | 3  | 2  | 2  | 1  | 1  |
| Canteros Aliados | 2  | 1  | 3  | 3  | 3  | 2  |
| Triunfo City     | 3  | 2  | 1  | 1  | 2  | 3  |
| D' León          | 4  | 4  | 4  | 4  | 4  | 4  |

#### Resultados
| Canteros Aliados | 1 - 0 | D' León      | Municipal de La Troncal | 29 de agosto | 11:00 |
| Cañar FC         | 5 - 4 | Triunfo City | Municipal de La Troncal | 30 de agosto | 11:00 |

| Cañar FC     | 1 - 2 | Canteros Aliados | Municipal de La Troncal | 5 de septiembre | 11:00 |
| Triunfo City | 2 - 1 | D' León          | Municipal de La Troncal | 5 de septiembre | 16:00 |

| Canteros Aliados | 1 - 3 | Triunfo City | Municipal de La Troncal | 9 de septiembre | 11:00 |
| D' León          | 0 - 1 | Cañar FC     | Municipal de La Troncal | 9 de septiembre | 16:00 |

| Cañar FC     | 0 - 0 | D' León          | Municipal de La Troncal | 12 de septiembre | 11:00 |
| Triunfo City | 1 - 1 | Canteros Aliados | Municipal de La Troncal | 12 de septiembre | 16:00 |

| Canteros Aliados | 0 - 1 | Cañar FC     | Municipal de La Troncal | 19 de septiembre | 11:00 |
| D' León          | 1 - 1 | Triunfo City | Municipal de La Troncal | 19 de septiembre | 16:00 |

| D' León      | 0 - 2 | Canteros Aliados | Municipal de La Troncal | 26 de septiembre | 16:00 |
| Triunfo City | 0 - 2 | Cañar FC         | Municipal de La Troncal | 27 de septiembre | 16:00 |

#### Tabla de resultados cruzados
| Local \ Visitante | CAN | LEO | CFC | TRI |
| ----------------- | --- | --- | --- | --- |
| Canteros Aliados  | —   | 1–0 | 0–1 | 1–3 |
| D' León           | 0–2 | —   | 0–1 | 1–1 |
| Cañar F. C.       | 1–2 | 0–0 | —   | 5–4 |
| Triunfo City      | 1–1 | 2–1 | 0–2 | —   |

### Grupo B

#### Clasificación
| Pos. | Equipo                | Pts. | PJ | G | E | P | GF | GC | Dif. | Clasificación |
| ---- | --------------------- | ---- | -- | - | - | - | -- | -- | ---- | ------------- |
| 1    | Azogues S. C.         | 8    | 4  | 2 | 2 | 0 | 5  | 2  | +3   | Segunda fase  |
| 2    | Independiente Azogues | 4    | 4  | 1 | 1 | 2 | 5  | 6  | −1   | Segunda fase  |
| 3    | Grupo Alcívar         | 4    | 4  | 1 | 1 | 2 | 2  | 4  | −2   |               |

 Fuente: Aso Cañar
Criterios de clasificación: 1) Puntos; 2) Diferencia de goles; 3) Goles marcados

#### Evolución de la clasificación
| Equipo / Jornada                                                        | 01 | 02 | 03 | 04 | 05 | 06 |
| ----------------------------------------------------------------------- | -- | -- | -- | -- | -- | -- |
| [[Archivo:\|20x20px\|border\|Bandera de Azogues]] Azogues S. C.         | 2  | 2  | 2  | 2  | 1  | 1  |
| [[Archivo:\|20x20px\|border\|Bandera de Azogues]] Independiente Azogues | 1  | 1  | 1  | 1  | 2  | 2  |
| Grupo Alcívar                                                           | 3  | 3  | 3  | 3  | 3  | 3  |

#### Resultados
| Grupo Alcívar | 0 - 3      | Independiente Azogues | Municipal de La Troncal | 29 de agosto | 15:30      |
| Libre:        | Azogues SC | Azogues SC            | Azogues SC              | Azogues SC   | Azogues SC |

| Azogues SC | 1 - 0                 | Grupo Alcívar         | Jorge Andrade Cantos  | 6 de septiembre       | 11:30                 |
| Libre:     | Independiente Azogues | Independiente Azogues | Independiente Azogues | Independiente Azogues | Independiente Azogues |

| Independiente Azogues | 1 - 1         | Azogues SC    | Jorge Andrade Cantos | 9 de septiembre | 12:00         |
| Libre:                | Grupo Alcívar | Grupo Alcívar | Grupo Alcívar        | Grupo Alcívar   | Grupo Alcívar |

| Independiente Azogues | 0 - 2      | Grupo Alcívar | Jorge Andrade Cantos | 13 de septiembre | 12:00      |
| Libre:                | Azogues SC | Azogues SC    | Azogues SC           | Azogues SC       | Azogues SC |

| Grupo Alcívar | 0 - 0                 | Azogues SC            | Municipal de La Troncal | 20 de septiembre      | 14:00                 |
| Libre:        | Independiente Azogues | Independiente Azogues | Independiente Azogues   | Independiente Azogues | Independiente Azogues |

| Azogues SC | 3 - 1         | Independiente Azogues | Jorge Andrade Cantos | 25 de septiembre | 16:00         |
| Libre:     | Grupo Alcívar | Grupo Alcívar         | Grupo Alcívar        | Grupo Alcívar    | Grupo Alcívar |

#### Tabla de resultados cruzados
| Local \ Visitante     | AZO | ALC | IND |
| --------------------- | --- | --- | --- |
| Azogues S. C.         | —   | 1–0 | 3–1 |
| Grupo Alcívar         | 0–0 | —   | 0–3 |
| Independiente Azogues | 1–1 | 0–2 | —   |

## Segunda fase

### Cuadro final
|  | Semifinales             | Semifinales             | Semifinales             | Semifinales             | Semifinales             |   |               | Final              | Final              | Final              | Final              | Final              |  |
|  | 2, 3, 9 y 10 de octubre | 2, 3, 9 y 10 de octubre | 2, 3, 9 y 10 de octubre | 2, 3, 9 y 10 de octubre | 2, 3, 9 y 10 de octubre |   |               | 14 y 17 de octubre | 14 y 17 de octubre | 14 y 17 de octubre | 14 y 17 de octubre | 14 y 17 de octubre |  |
|  |                         |                         |                         |                         |                         |   |               |                    |                    |                    |                    |                    |  |
|  |                         |                         |                         |                         |                         |   |               |                    |                    |                    |                    |                    |  |
|  | Azogues S. C.           | Azogues S. C.           | 2                       | 1                       | 3                       |   |               |                    |                    |                    |                    |                    |  |
|  | Azogues S. C.           | Azogues S. C.           | 2                       | 1                       | 3                       |   |               |                    |                    |                    |                    |                    |  |
|  | Canteros Aliados        | Canteros Aliados        | 1                       | 0                       | 1                       |   |               |                    |                    |                    |                    |                    |  |
|  | Canteros Aliados        | Canteros Aliados        | 1                       | 0                       | 1                       |   | Azogues S. C. | Azogues S. C.      | 3                  | 1                  | 4                  |                    |  |
|  |                         |                         |                         |                         |                         |   | Azogues S. C. | Azogues S. C.      | 3                  | 1                  | 4                  |                    |  |
|  |                         |                         | Cañar F. C.             | Cañar F. C.             | 0                       | 0 | 0             |                    |                    |                    |                    |                    |  |
|  | Cañar F. C.             | Cañar F. C.             | Cañar F. C.             | Cañar F. C.             | 0                       | 0 | 0             | 1                  | 2                  | 3                  |                    |                    |  |
|  | Cañar F. C.             | Cañar F. C.             |                         |                         |                         |   |               | 1                  | 2                  | 3                  |                    |                    |  |
|  | Independiente Azogues   | Independiente Azogues   | 1                       | 1                       | 2                       |   |               |                    |                    |                    |                    |                    |  |
|  | Independiente Azogues   | Independiente Azogues   | 1                       | 1                       | 2                       |   |               |                    |                    |                    |                    |                    |  |
|  |                         |                         |                         |                         |                         |   |               |                    |                    |                    |                    |                    |  |

- Nota : El equipo ubicado en la primera línea de cada llave es el que ejerció la localía en el partido de vuelta.

### Semifinales
| Fecha                        | Lugar      | Local                 |                                                   | Resultado |                                                   | Visitante             |
| ---------------------------- | ---------- | --------------------- | ------------------------------------------------- | --------- | ------------------------------------------------- | --------------------- |
| 3 de octubre de 2020, 11:30  | La Troncal | Canteros Aliados      |                                                   | 1 – 2     | [[Archivo:\|20x20px\|border\|Bandera de Azogues]] | Azogues S. C.         |
| 10 de octubre de 2020, 11:00 | Azogues    | Azogues S. C.         | [[Archivo:\|20x20px\|border\|Bandera de Azogues]] | 1 – 0     |                                                   | Canteros Aliados      |
| 2 de octubre de 2020, 11:30  | Azogues    | Independiente Azogues | [[Archivo:\|20x20px\|border\|Bandera de Azogues]] | 1 – 1     |                                                   | Cañar F. C.           |
| 9 de octubre de 2020, 12:00  | La Troncal | Cañar F. C.           |                                                   | 2 – 1     | [[Archivo:\|20x20px\|border\|Bandera de Azogues]] | Independiente Azogues |

### Final
| Fecha                        | Lugar      | Local         |                                                   | Resultado |                                                   | Visitante     |
| ---------------------------- | ---------- | ------------- | ------------------------------------------------- | --------- | ------------------------------------------------- | ------------- |
| 14 de octubre de 2020, 12:00 | La Troncal | Cañar F. C.   |                                                   | 0 – 3     | [[Archivo:\|20x20px\|border\|Bandera de Azogues]] | Azogues S. C. |
| 17 de octubre de 2020, 14:00 | Azogues    | Azogues S. C. | [[Archivo:\|20x20px\|border\|Bandera de Azogues]] | 1 – 0     |                                                   | Cañar F. C.   |

| [[Archivo:\|80px\|border\|Bandera de Azogues]] |
| Campeón Azogues Sporting Club 1.er título Clasifica a los zonales de la Segunda Categoría 2020 y a la Copa Ecuador 2021. - También clasifica Cañar Fútbol Club como vicecampeón. |